# Andasta benoiti
Andasta benoiti е вид паякообразно от семейство Theridiosomatidae. Видът е световно застрашен, със статут Уязвим.

## Разпространение
Разпространен е в Сейшели.